# Bryan Grant
Bryan Morel "Bitsy" Grant, Jr (Atlanta, 25 de dezembro de 1909 - 5 de junho de 1986) foi um tenista estadunidense.
Com 1,63m de altura, Grant era um tenista de baixa estatura, foi o tenista mais baixo a ganhar um torneio do circuito internacional de sua época, seu apelido era de Itsy Bitsy the Giant Killer, pelas vitórias sobre Don Budge e Ellsworth Vines.